# Роудон-Гастингс, Паулин, 3-й маркиз Гастингс
Паулин Реджинальд Серло Роудон-Гастингс, 3-й маркиз Гастингс (англ. Paulyn Reginald Serlo Rawdon-Hastings, 3rd Marquess of Hastings; 2 июня 1832 — 17 января 1851) — британский пэр и офицер британской армии. Он носил титул учтивости — граф Роудон с 1832 по 1844 год.
Титулы: 19-й барон Ботро (с 13 января 1844 года), 18-й барон Хангерфорд (с 13 января 1844), 16-й барон Молейнс (с 13 января 1844), 8-й граф Лаудон (с 13 января 1844), 3-й маркиз Гастингс (с 13 января 1844 года), 8-й лорд Тарринзин и Мохлин (с 13 января 1844) и 9-й лорд Кэмпбелл из Лаудона (с 13 января 1844 года).

## Биография
Родился 2 июня 1832 года. Старший сын Джорджа Роудона-Гастингса, 2-го маркиза Гастингса (1808—1844), британского пэра и придворного, и его жены Барбары Йелвертон, 20-й баронессы Грей де Ратин (1810—1858). Через пятнадцать месяцев после смерти отца в 1844 году его мать вышла замуж за капитана Гастингса Генри (1808—1878), племянника герцога Лейнстера, который в 1849 году по королевскому разрешению взял фамилию Йелвертон. От второго брака матери у него была младшая единокровная сестра, достопочтенная Барбара Йелвертон (1849—1924), которая позже вышла замуж за Джона Ярда-Буллера, 2-го барона Черстона.
Его мать, которая унаследовала баронство, когда ей было всего семь месяцев, была единственной дочерью Генри Йелвертона, 19-го барона Грея де Ратина (друга лорда Байрона) и Энн Мэри Келлам. Его бабушкой и дедушкой по отцовской линии были Фрэнсис Родон-Гастингс, 1-й маркиз Гастингс, и его жена Флора Мур-Кэмпбелл, 6-я графиня Лаудон.

## Пэрство
Его отец умер 13 января 1844 года, когда Паулин было всего двенадцать лет, и он стал третьим маркизом Гастингса и владельцем Донингтон-холла, семейного поместья недалеко от деревни Касл-Донингтон, на северо-западе Лестершира. Он также унаследовал несколько второстепенных титулов, став 9-м лордом Кэмпбеллом из Лаудон, 18-м бароном Хангерфордом, 16-м бароном де Молейнсом, 19-м бароном Ботро, 8-м лордом Тарринзеаном и Мохлином и 8-м графом Лаудоном.
Перед своей смертью лорд Гастингс был произведен в прапорщики 52-го полка.

## Личная жизнь
Находясь в Ливерпуле, лорд Гастингс упал в доки и «не был спасен, пока его силы почти не истощились», что привело к его смерти на Доусон-стрит в Дублине, Ирландия, 17 января 1851 года в возрасте восемнадцати лет . Он был похоронен в семейном склепе в приходской церкви замка Донингтон, который был построен под руководством его отца. Поскольку он не был женат и не имел детей, его титулы унаследовал его младший брат Генри, которому было девять лет.